# Stazione di Hergiswil
La stazione di Hergiswil (nota anche come Hergiswil NW) è una stazione ferroviaria della linea del Brünig a servizio dell'area residenziale meridionale dell'omonimo comune del canton Nidvaldo. È capolinea della linea ferroviaria per Engelberg.
È gestita dalla Zentralbahn (ZB).

## Storia
L'impianto fu aperto al servizio pubblico il 1º giugno 1889 assieme alla tratta Lucerna-Alpnachstad della linea del Brünig. Il 19 dicembre 1964 fu raggiunta dalla ferrovia per Engelberg, dopo il completamento della galleria sotto il Lopperberg.

## Strutture ed impianti

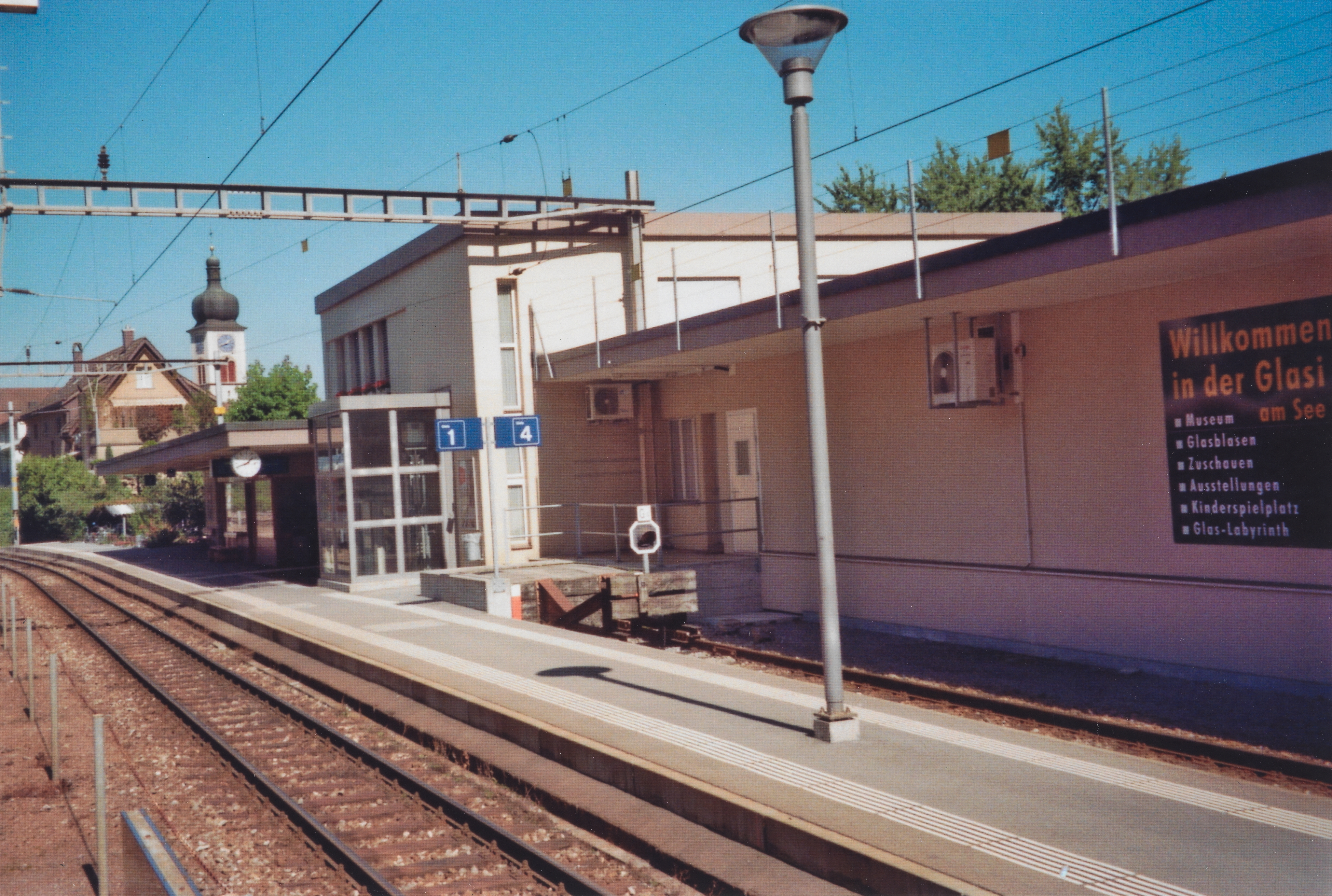
Il fabbricato viaggiatori nel 2012

Il fabbricato viaggiatori è una costruzione in muratura a due livelli affiancato dal fabbricato adibito allo smistamento postale.
Il piazzale è dotato di tre binari in asse al fabbricato a viaggiatori aventi lo stesso scartamento, da 1000 mm, delle due linee ferroviarie. A ovest è presente un binario di scalo a servizio di una locale industria, mentre a est sono presenti altri due binari tronchi: uno adibito al servizio passeggeri, identificato come quarto binario, l'altro a quello merci. L'accesso ai viaggiatori ai binari è garantito da due banchine: la prima a servizio del primo e del quarto binario, mentre la seconda è a isola e a servizio del secondo e terzo binario. Le due banchine sono collegate tra loro da un sottopassaggio, con accesso tramite scale e ascensori, e sono entrambe protette da pensiline.
In direzione sud, le due linee ferroviarie si divergono immettendosi su due gallerie separate: la linea del Brünig entra nel tunnel Lopper 1, mentre quella per Engelberg entra nel tunnel Lopper 2.

## Movimento

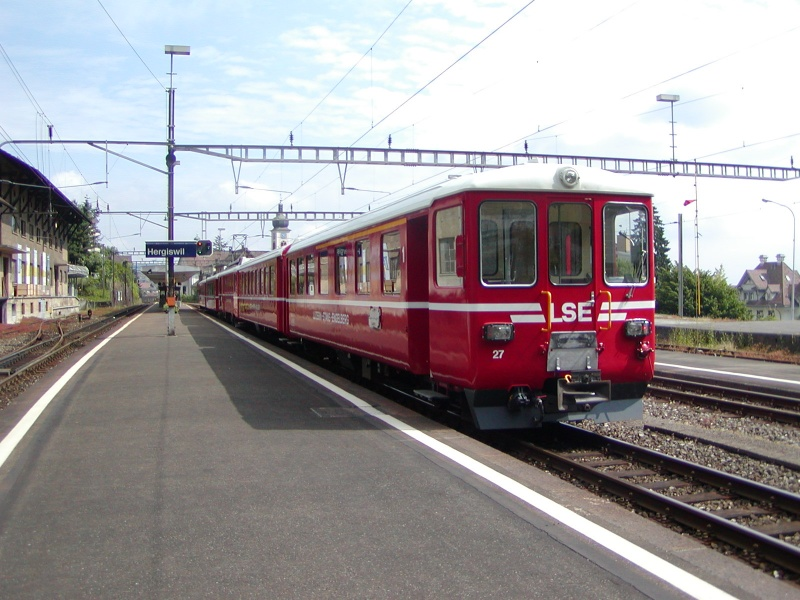
Un treno della ZB, con il vecchio acronomo LSE, in sosta sul secondo binario della stazione

La stazione è servita da quattro linee della rete celere di Lucerna:
- la S4 (Lucerna-Wolfenschiessen)
- la S5 (Lucerna-Giswil)
- la S44 (Lucerna-Stans)
- la S55 (Lucerna-Sachseln)

## Servizi
- Biglietteria automatica
- Servizi igienici
- Ufficio postale
- Negozi

## Interscambi
- Fermata autobus